# Turngemeinde 1862 Rüsselsheim 2016-2017 (pallavolo maschile)
Questa voce raccoglie le informazioni riguardanti il Turngemeinde 1862 Rüsselsheim nelle competizioni ufficiali della stagione 2016-2017.

## Organigramma societario
Area direttiva
- Presidente: Henning Wegter

Area tecnica
- Allenatore: Michael Warm
- Allenatore in seconda: Jan Kahlenbach
- Scout man: , Fons Vranken, Olaf Minter, Annette Wilderotter

Area sanitaria
- Medico: Harald Hake, Christian Hesse
- Fisioterapista: Johanna Weber

## Rosa
| N° | Nome               | Ruolo | Data di nascita  | Nazionalità sportiva |
| -- | ------------------ | ----- | ---------------- | -------------------- |
| 1  | Florian Ringseis   | L     | 9 luglio 1992    | Austria              |
| 3  | Mitchell Tulley    | S     | 15 ottobre 1996  | Australia            |
| 4  | Henning Wegter     | C     | 20 marzo 1987    | Germania             |
| 5  | Lukas Bauer        | C     | 26 febbraio 1989 | Germania             |
| 6  | Adrian Aciobăniţei | S     | 24 agosto 1997   | Romania              |
| 7  | Jannis Hopt        | P     | 3 agosto 1996    | Germania             |
| 8  | Jan Klobučar       | S     | 11 dicembre 1992 | Slovenia             |
| 9  | Georg Escher       | C     | 8 dicembre 1984  | Germania             |
| 10 | Moritz Reichert    | S     | 15 marzo 1995    | Germania             |
| 11 | Tobias Krick       | C     | 22 ottobre 1998  | Germania             |
| 12 | Anton Borger       | S     | 17 aprile 1985   | Germania             |
| 14 | Peter Wolf         | S/O   | 14 giugno 1992   | Germania             |
| 16 | Christian Dünnes   | S/O   | 16 giugno 1984   | Germania             |
| 17 | Jan Zimmermann     | P     | 12 febbraio 1993 | Germania             |